# Arnór Sigurðsson
Arnór Sigurðsson (* 15. Mai 1999 in Akranes) ist ein isländischer Fussballspieler und Nationalspieler seines Landes.

## Karriere

### Verein
Arnór Sigurðsson stammt aus der Jugendarbeit seines Heimatvereins des ÍA Akranes, für welchen er am 3. Oktober 2015 beim 2:1-Auswärtssieg gegen den ÍBV Vestmannaeyja im Alter von 16 Jahren, 4 Monaten und 18 Tagen in der Pepsideild debütierte. In der folgenden Spielzeit 2016 kam er zu weiteren sechs Kurzeinsätzen.
Im März 2017 wurde sein Wechsel zum schwedischen Erstligisten IFK Norrköping bekanntgegeben. Sein Debüt in der ersten Mannschaft gab er am 15. September 2017 (23. Spieltag) beim 1:1-Unentschieden gegen Kalmar FF. Die Spielzeit 2017 schloss er mit acht Ligaeinsätzen ab. In der folgenden Saison 2018 kam er bis Ende August 2018 in nahezu allen Ligaspielen zum Einsatz, in denen er drei Tore erzielte und genauso viele vorbereitete.
Am 31. August 2018 wechselte Arnór Sigurðsson in die russische Premjer-Liga, wo er beim Hauptstadtverein PFK ZSKA Moskau einen Fünfjahresvertrag unterzeichnete. Die Ablösesumme für den Offensivspieler belief sich auf 40 Millionen Kronen (Rund 4 Millionen Euro), was eine neue Rekordablösesumme Norrköpings darstellte. Sein Debüt gab er am 19. September in der Gruppenphase der UEFA Champions League 2018/19 beim 2:2-Unentschieden gegen Viktoria Pilsen. Sein erstes Tor erzielte er wiederum im Champions-League-Spiel gegen den AS Rom am 7. November. In 21 von 25 möglichen Ligaspielen traf er in dieser Saison 2018/19 fünfmal. Dazu kamen alle sechs Gruppenspiele in der Champion League mit zwei Toren.
In der nächsten Saison waren es 22 von 30 möglichen Ligaspielen mit vier geschossenen Toren, zwei Pokalspielen und fünf Spielen in der Europa League. In der Saison 2020/21 kam Sigurðsson bei 23 von 30 möglichen Ligaspielen zum Einsatz, bei denen er zwei Tore schoss, sowie drei Pokalspielen und wiederum fünf Spielen in der Europa League.
Ende Juli 2021 wurde er, ohne in der Saison 2021/22 für Moskau gespielt zu haben, für diese Saison an den Aufsteiger in die Serie A, den FC Venedig ausgeliehen. Sigurðsson kam dort nur auf 9 von 38 möglichen Ligaspielen und zwei Pokalspielen.
Zur Saison 2022/23 kehrte er zunächst nach Moskau zurück, wurde dann aber Mitte Juli 2022 an IFK Norrköping ausgeliehen. Im Rest der schwedischen Saison 2022 bestritt er 11 von 17 möglichen Ligaspielen für Norrköping, in denen er sechs Tore schoss. In der nächsten Saison waren es 10 von 12 möglichen Ligaspielen mit fünf geschossenen Toren sowie fünf Pokalspiele mit vier geschossenen Toren.
Nach Ablauf dieser Ausleihe wechselte er Mitte Juni 2023 unter Inanspruchnahme der Sonderregelungen der FIFA infolge des russischen Überfalls auf die Ukraine zu Blackburn Rovers in die EFL Championship, der zweithöchste englische Liga, wo er einen Vertrag bis zum Ende der Saison 2023/24 unterschrieb. Bereits Ende Dezember 2023 wurde dieser um eine Saison verlängert. In seiner ersten Saison bestritt er 29 von 46 möglichen Ligaspielen mit fünf geschossenen Toren sowie drei Pokalspiele sowie zwei Spiele im Ligapokal mit jeweils einem Torerfolg. In der nächsten Saison waren es nur 5 von 33 Ligasspielen mit einem Tor und zwei Spielen im Ligapokal. Ab Anfang November 2024 fiel Sigurðsson wegen eines Wadenmuskelrisses verletzt aus.
Mitte Februar 2025 wechselte er wieder nach Schweden, diesmal zu Malmö FF, wo einen Vertrag über drei Spielzeiten abschloss.

### Nationalmannschaft
Arnór Sigurðsson repräsentierte sein Heimatland in unterschiedlichen Juniorennationalmannschaften.
Sein Debüt in der isländischen A-Auswahl gab er am 15. November 2018 im  Gruppenspiel der UEFA Nations League 2018/19 gegen Belgien. Sein erstes Länderspieltor erzielte er am 14. Oktober 2019 beim 2:0-Heimsieg gegen Andorra in der Qualifikation zur Europameisterschaft 2020.